# C.J. Prosise
C.J. Prosise (Petersburg, 20 maggio 1994) è un giocatore di football americano statunitense che milita nel ruolo di running back per i Tampa Bay Buccaneers della National Football League (NFL).

## Carriera universitaria
Prosise al college giocò con i Notre Dame Fighting Irish dal 2012 al 2015. Nell'ultima stagione corse 1.032 yard e 11 touchdown malgrado un infortunio che lo limitò nelle ultime cinque gare. Dopo la sconfitta di Notre Dame nel Fiesta Bowl annunciò la sua intenzione di passare tra i professionisti con un anno di anticipo.

## Carriera professionistica

### Seattle Seahawks
Prosise fu scelto nel corso del terzo giro (90º assoluto) del Draft NFL 2016 dai Seattle Seahawks. Debuttò come professionista subentrando nella gara del primo turno vinta contro i Miami Dolphins correndo una volta in cui perse 2 yard e ricevendo un passaggio da 13 yard dal quarterback Russell Wilson. Nella settimana 9, Prosise disputò la prima gara come titolare in carriera, guidando la sua squadra sia in yard corse (66) che in yard ricevute (87) nella vittoria esterna sui New England Patriots. Sette giorni dopo segnò il primo touchdown in carriera dopo una corsa da 72 yard. Quella fu tuttavia l'ultima partita della sua stagione da rookie a causa di un infortunio, chiudendo con 172 yard corse in sei presenze. Non ebbe maggior fortuna l'anno successivo, in cui disputò 5 gare prima di essere inserito nuovamente in lista infortunati il 14 novembre per un problema alla caviglia.
Nel quarto turno della stagione 2019 Prosise segnò il secondo touchdown in carriera nella vittoria esterna sugli Arizona Cardinals.

### Houston Texans
Il 7 settembre 2020 Prosise firmò con la squadra di allenamento degli Houston Texans.

## Palmarès
- National Football Conference Championship: 1

Tampa Bay Buccaneers: 2020